# Rasterübertragung
Rastervergrößerung oder -verkleinerung ist eine Zeichen- und Maltechnik, um Vorlagen in eine andere Größe zu übertragen. Man legt dazu ein Gitterraster auf die Vorlage (Original) und überträgt Rasterzelle für Rasterzelle entsprechend vergrößert oder verkleinert auf die zu zeichnende Fläche. Ein Vorteil dieser Technik ist die maßstabsgerechte Übertragung des Motivs.